# Continentaal stelsel

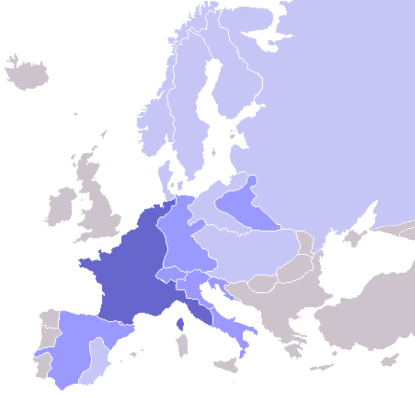
In donkerblauw Frankrijk (na de annexatie van het koninkrijk Holland), in middenblauw zijn satellietstaten, in lichtblauw de bondgenoten die deelnamen aan het continentale stelsel.

Het continentaal stelsel (Frans: Blocus continental) was een maatregel van de Franse keizer Napoleon I die alle handel tussen het Europese continent en Groot-Brittannië verbood. Deze economische blokkade hield stand van 1806 tot 1814. Het kwam neer op een embargo op alle Britse producten. Het was de reactie op een vergelijkbare maatregel van Engeland, die kracht werd bijgezet door inbeslagname van schepen met Franse goederen.
Om de handhaving te waarborgen, stuurde Frankrijk soldaten en douanebeambten (douaniers) naar ondergeschikte staten. In 1812 had de Franse douane ongeveer 35.000 mensen in heel Europa in dienst, een enorm aantal gezien de relatief kleine omvang van de toenmalige staatsadministraties. De overlast van het systeem en de arrogante houding van Franse douanebeambten ten opzichte van de lokale bevolking droegen bij aan de afname van de populariteit van Napoleontisch Frankrijk in Europa.

## Poging om de Britten via een handelsoorlog te verzwakken
De militaire successen van Frankrijk in 1806 moedigden de oprichting van een continentale barrière aan: door neutrale Hanzesteden te bezetten, bracht Napoleon de Noord-Duitse kust onder zijn controle - de regio waardoor Groot-Brittannië het grootste deel van zijn Europese handel voerde.
Napoleon had Pruisen ook verslagen in de Slag bij Jena en Auerstedt. In de door Franse troepen bezette Pruisische hoofdstad Berlijn legde hij zijn continentale blokkade op. Het zogenaamde Berlijnse Decreet van 21 november 1806 moest onmiddellijk ten uitvoer worden gelegd in Spanje, het Koninkrijk Italië, Nederland en de Hanzesteden.
De bedoeling van deze maatregel was om zo de economie van het Verenigd Koninkrijk te ontwrichten.
Napoleon wilde de zeegrenzen tussen het Verenigd Koninkrijk en Europa afsluiten zodat het eiland geen handel meer met het Europese continent kon drijven en door financiële verliezen zijn legers, bewapening en munitie niet meer op hetzelfde niveau  als voorheen in stand zou kon houden. De achterliggende strategie was de militaire slagkracht van het Verenigd Koninkrijk te verminderen en het zo als vijand minder macht te geven. Hier op verboden de Britten naties binnen hun invloedssfeer handel te drijven met Frankrijk. Door deze wereldwijde tegenboycot bleven de machtsverhoudingen vrijwel ongewijzigd en uiteindelijk leed de Franse economie zelfs meer uit de handelsoorlog dan de Britse.
Napoleons plan bracht bovendien ook minder veranderingen in de machtsverhouding dan aangenomen omdat het embargo door handelaren grootschalig werd omzeild en er onvoldoende mankracht was de smokkel in te tomen en de regels in de praktijk te handhaven. Daarnaast werd de verminderde Britse export naar Europa deels  gecompenseerd door een toename van uitvoer naar andere markten.

## Oorlog met Rusland
De tsaar van Rusland had veel last van het embargo waarbij hij zich had aangesloten, gedwongen door een militaire nederlaag tegen Napoleon zie de Vrede van Tilsit. Hij leverde namelijk grote hoeveelheden hout voor de Britse vloot aan Engeland en leed dus flinke verliezen. De alliantie die hij met Napoleon had kwam daardoor verder onder druk te staan. Napoleon had eerder een huwelijk met een van tsaar Alexanders zusters geweigerd. Napoleon annexeerde vervolgens een aantal Duitse gebieden die in bezit waren van een familielid van Alexander. Toen de tsaar in 1812 dreigde zijn deelname aan het embargo op te heffen wanneer de Duitse landen niet werden teruggegeven, was dat voor Napoleon aanleiding een oorlog te ontketenen. Onder andere deze ontwikkeling leidde tot de Veldtocht van Napoleon naar Rusland.

## Gevolgen voor Holland
Voor Nederland had het continentaal stelsel een desastreus effect. De ooit zo sterke Nederlandse economie, gebaseerd op de handel via de zee, bleef na het napoleontische tijdperk zwaar gehavend achter. De aarzeling van Napoleons broer Lodewijk om het continentaal stelsel in het door hem geregeerde Koninkrijk Holland streng te handhaven, wetend hoe belangrijk de handel voor de economie was, voerde mede tot ontslag uit het ambt door zijn broer Napoleon. Het nieuwe koninkrijk werd opgeheven en bij zijn keizerrijk ingelijfd.
Het afsnijden van de toevoer van koloniale waren, waarvan de productie en handel voornamelijk in Britse handen waren, zoals katoen, rietsuiker en koffie, stimuleerde de ontwikkeling van alternatieven, respectievelijk linnen, bietsuiker en cichorei.